# Tuc de Vacivèr
El Tuc de Vacivèr  o Tuc de Bacivèr es una montaña de los Pirineos de 2644 metros, situada en el municipio del Alto Arán en la comarca del Valle de Arán, provincia de Lérida (España).
Está situado cerca del Tuc de Saumet (2461 metros) en el valle de Bacivèr, valle atravesado por el río Malo.